# Abdeslam Berrada
Pour les articles homonymes, voir Berrada.
Abdeslam Berrada est un homme politique marocain.
Il a notamment été ministre de l’Agriculture et de la Réforme agraire dans le gouvernement Ahmed Osman.